# 文明系列
文明系列是回合制战略电子游戏系列，首作发布于1991年。席德·梅尔开发了本系列第一款游戏，并且向其他大多数游戏提供创意来源，因此他的名字经常放在正式标题的前面，如《席德·梅尔的文明》（英語：Sid Meier's Civilization）。文明系列有七款主系列游戏及其众多扩展包和分支游戏，还有受电子游戏启发而创作的桌面游戏。文明系列游戏被认为是典型的4X游戏，玩家在这类游戏需通过探索（eXplore）、拓张（eXpand）、开发（eXploit）和征服（eXterminate）来赢得游戏。
文明系列游戏的玩法大致相同。玩家需在地图上建立和发展文明，让其从史前时期发展到近未来。每个回合玩家都可以在地图上移动或晋升单位、建造或升级城市并与其他人类或电脑玩家进行谈判。玩家的回合结束之后，其他玩家也进行同样的操作。玩家还需选择研究科技和市政。它们反映玩家文明的文化、智慧和技术的广度，并且允许玩家藉此建造新单位或在城市中建造新建筑。在系列大多游戏中，玩家只要达成统治、文化或科技胜利条件即可赢得游戏。在后续游戏中，又引入了宗教、外交等胜利条件。
系列的第一部游戏由席德·梅尔在MicroProse工作期间开发，他也是工作室的共同创始人之一。在MicroProse被Spectrum HoloByte收购后，席德和其他开发人员于1996年组建了Firaxis Games，而席德从此也成为了系列游戏最重要的开发者。由于文明系列的巨大影响力，许多知名创作人员也参与了文明系列游戏的开发。文明系列游戏和弗朗西斯·特雷瑟姆制作的桌面游戏《文明》重名，因此产生纠纷，后双方达成协议解决此问题。目前，Firaxis的母公司Take-Two拥有着文明系列的所有知识产权。截至2017年2月，整个系列已经售出超过4000万套游戏。

## 历史
| 1991 | 文明帝國           |
| 1992 |                    |
| 1993 |                    |
| 1994 | 殖民帝國           |
| 1995 | CivNet             |
| 1996 | 文明帝國II         |
| 1997 |                    |
| 1998 |                    |
| 1999 | 半人马座阿尔法星   |
| 2000 |                    |
| 2001 | 文明帝國III        |
| 2002 |                    |
| 2003 |                    |
| 2004 |                    |
| 2005 | 文明帝國IV         |
| 2006 | 文明城市：罗马     |
| 2007 |                    |
| 2008 | 文明变革           |
| 2009 |                    |
| 2010 | 文明帝國V          |
| 2011 |                    |
| 2012 |                    |
| 2013 |                    |
| 2014 | 文明帝國：超越地球 |
| 2014 | 文明变革2          |
| 2015 |                    |
| 2016 | 文明帝國VI         |
| 2017 |                    |
| 2018 |                    |
| 2019 |                    |
| 2020 |                    |
| 2021 |                    |
| 2022 |                    |
| 2023 |                    |
| 2024 |                    |
| 2025 | 文明VII            |

### 在MicroProse的初期发展（1989–1996）
席德·梅爾和比尔·斯蒂利在1982年共同创立了MicroProse来开发飞行模拟器和军事策略软件。到了1989年前后，上帝模拟游戏《模拟城市》和《上帝也疯狂》获得巨大成功，梅尔受到启发，想要开发新种类的游戏来拓展他的能力。梅尔认为这些游戏展示出电子游戏并不需要一味地表现破坏和毁灭。他和最近雇佣的一位员工布魯斯·薛利一起制作一款上帝模拟游戏，薛利之前是阿瓦隆山的桌面游戏设计师。1990年，他们首先制作出了《铁路大亨》，这款游戏收到了薛利在阿瓦隆山设计的《1830：铁路和强盗贵族的游戏》启发，而其又受到弗朗西斯·特雷瑟姆的《1829》的启发。梅尔集思广益，提出了结合多种玩法的想法。他们融合了来自《战国风云》的全球征服、来自《帝国》的城市管理，并且还加入了科技树的概念。梅尔和薛利辛勤工作完善游戏原型，然后再将其完整地交给公司，以实现完整发布。这个原型后来就变成了《文明》，在1991年9月发售。游戏的名字是在开发后期才提出的。MicroProse注意到特雷瑟姆已经发布了另一款同样名叫《文明》的桌面游戏，于是和阿瓦隆山谈判文明名称的使用权。而席德·梅尔的冠名，就是斯蒂利在那时提出来以示区分的。并且因为《文明》这类游戏已经区别于MicroProse其他的战略游戏，所以斯蒂利建议梅尔在游戏前冠名以招徕玩家，这样做可以让玩过梅尔之前游戏的玩家有兴趣玩下一款游戏。梅尔认为冠名确实有效，就将此延续下去。
《文明》促使梅尔又开发了几款相似的模拟游戏，但是斯蒂利想要MicroProse继续做飞行模拟游戏，两人的想法背道而驰。这时，梅尔实际上已不在MicroProse工作，而是自己接合同，还把股份卖给了斯蒂利。这几款模拟游戏中就有1994年发行的《席德梅尔的殖民帝國》。在其开发期间，梅尔和另一位员工布莱恩·雷诺兹工作，就像和斯蒂利一样。梅尔渐渐脱离MicroProse，因此他选择将《文明II》的开发领导权交给雷诺兹，这部作品也是梅尔制作的游戏中的第一部续作，也是第一部有两个资料片的游戏。梅尔向雷诺兹提出了很多游戏方向上的建议。后来，雷诺兹和道格·考夫曼一起开发《文明II》，后者是MicroProse负责撰写冒险游戏的员工。

### Firaxis的组建（1996–2001）

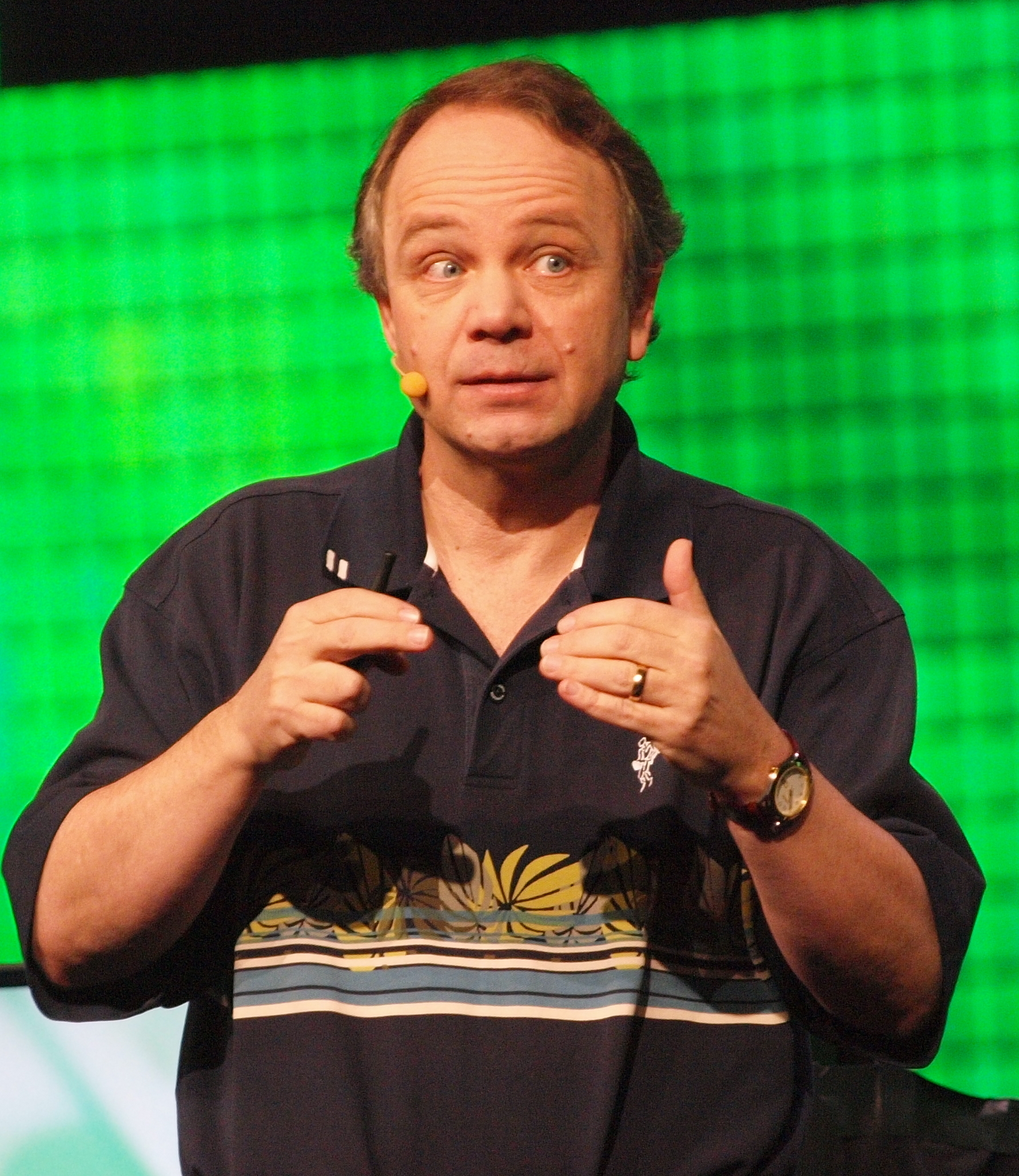
席德·梅尔,文明系列的创造者、Firaxis的共同创始人

斯蒂利推动MicroProse把飞行模拟软件向家用游戏机和街机游戏方向继续发展，但是这一举动并未成功，反而还让公司陷入债务危机。1993年，在尝试了首次公开募股来解决财务问题后，斯蒂利选择将公司卖给Spectrum Holobyte，最终将他自己的剩余股份也卖给了公司，并离开了它。最初，MicroProse被当作是Spectrum Holobyte之外的独立公司。1996年，Spectrum Holobyte选择将其品牌整合到MicroProse名下，同时裁去了MicroProse的许多员工。那时，梅尔、雷诺兹和杰夫·布里格斯（MicroProse的开发者和作曲家）离开了MicroProse，组建Firaxis。
Firaxis发布了许多梅尔冠名的游戏，第一部是1997年的《席德·梅尔的盖茨堡战役》。Firaxis因为没有文明名称的相关权利，所以随后发布了《席德·梅尔的半人马座阿尔法星》。这个“太空版文明游戏”由艺电在1999年发行。半人马座使用了类似于《文明II》的游戏引擎，并且其故事线也承接文明系列的结尾，讲述在半人马座阿尔法星殖民的故事。

### 与动视和阿瓦隆山的命名权诉讼（1997–1998）
在文明系列之前，弗朗西斯·特雷瑟姆就已经发布了一款也叫《文明》的桌面游戏，这款游戏在欧洲由他的公司Hartland Trefoil发行，在美国授权阿瓦隆山发行。这款桌面游戏和席德梅尔的文明不仅同样叫做“文明”，而且游戏中还有很多相似的元素，比如说科技树的概念。梅尔曾说他玩过这款桌游，但是这款桌游给自己游戏设计提供的灵感比起《模拟城市》和《帝国》来说微不足道。MicroProse想要给自己的电子游戏取名为文明，所以他们与阿瓦隆山达成了交易来获得名称使用权。
1997年4月，动视从阿瓦隆山手中取得了文明名称的相关权利。七个月后，阿瓦隆山和动视起诉MicroProse商标侵权，他们主张相关协议授予的权利仅限于文明的第一款游戏，而不应该适用于其他游戏，尤其是《文明II》。MicroProse在1997年12月收购了Hartland Trefoil公司作为对诉讼的回应。此举旨在明确“MicroProse是全球范围内‘文明’商标在电子和桌面游戏领域的唯一拥有者”。1998年1月，MicroProse反诉动视和阿瓦隆山，控告其虚假宣传、不正当竞争、商标侵权和动视开发、发行《文明》电子游戏的不公平商业行为。
1998年7月，诉讼双方达成庭外调解。MicroProse继续持有已经拥有的文明的商标权利，阿瓦隆山支付MicroProse公司41.1万美元，动视要求获得《文明：权倾天下》的发行权。这部游戏最终在1999年10月发行。阿瓦隆山接受了调解协议，因为当时有传言称孩之宝互动想要收购阿瓦隆山和MicroProse。孩之宝的收购在一个月后完成，这使得孩之宝拥有了“文明”名称的全部权利，也让文明系列整合到孩之宝旗下。

### Infogrames发行时期（2001–2004）
2001年1月，法国公司英寶格以1亿美元收购了孩之宝娱乐，文明系列也一并被收购，随之被收购的还有雅达利；孩之宝娱乐也改名为英宝格娱乐，随后又改名为雅达利娱乐。英宝格/雅达利娱乐发行了数个Firaxis游戏，比如2001年发行的《文明III》。布里格斯担任游戏的首席设计师，索伦·约翰逊担任主程序设计师。

### Take-Two发行时期（2004–现在）
2004年，Take-Two以2230万美元从英宝格手中收购了文明系列发行权。2005年10月，2K Games发行了《文明IV》，这部游戏由Firaxis开发，约翰逊担任设计师。系列发展到这时，梅尔提出了新游戏要“一分旧、一分提升、一分新”（one-third old, one-third improved, and one-third new），这样能让游戏既能满足老玩家，又能招徕新玩家。
2005年11月，Take-Two以2670万美元收购了Firaxis，收购金额可能包括额外的绩效奖金。Take-Two凭收购完整拥有了文明系列的开发和发行权。Firaxis在被收购后发布了几部游戏：主系列《文明V》（2010年）、《文明VI》（2016年）、《文明VII》（2025年）；专为主机和移动端设计的轻量游戏《文明变革》（2008年）和续作《文明变革2》（2014年）；还有受《半人马座阿尔法星》启发而诞生的《文明：》（2014年）。

## 评价
文明系列在《次世代》杂志1996年评选的“史上百大游戏”列表中位列第四位，杂志评论道：“（席德·梅尔）努力并且成功让玩家有机会在游戏中扮演上帝，这很令人敬佩。”之后，杂志又在1999年评选的“史上五十大游戏”列表讲第一二部列为第四位，并评论道：“游戏中变数众多，因此它是有史以来最深刻、最值得重玩的策略游戏。”

## 影响
文明系列虽然不是4X游戏的开创者，但是将很多重要的元素引进了4X游戏体系，尤其是首部游戏中复杂丰富的连锁游戏系统。文明系列游戏和受其启发的4X游戏都有所谓“再来一回合综合征”的说法：玩家不想再玩游戏的时候，可能会想再玩一回合再结束游戏；但是玩家可能一而再再而三地这样想，结果就忘记了时间，又玩了几个小时。游戏核心玩法造成这种现象，游戏中不断发展的文明和不断远大的目标给玩家正向反馈，让玩家愿意再玩下去，而之后又有新的发展和目标，这样形成循环让玩家沉醉其中。苏格兰作家伊恩·班克斯曾说他花了很多时间玩《文明》（似乎是第一部），它也是小说《Excession》中外部环境问题（Outside Context Problem）概念的灵感来源之一。这个问题是指入侵者或旅行者特别先进，以至于他们完全脱离了他们进入的社会的参照系。他在采访中表示这个问题很像游戏中玩家还在建造木制帆船的时候，电脑已经开着飞船打过来的情况。而他另一部小说《Complicity》中的主角之一就津津有味地玩类似文明的游戏。
系列歷代遊戲中，電腦操控圣雄甘地時喜歡發射核彈，這與歷史中人物的形象相反。「核平聖雄‧甘地」的網路梗由此產生。